# Парк Миру (Кременчук)
Парк Ми́ру — парк у Кременчуці. Парк закладено 1983 року на честь 40-річниці визволення Кременчука від німців 1943 року. Розташований у нагірній частині міста від вул. Вадима Пугачова вздовж вул. Миру. На цій території встановлено єдиний в Україні Гонг Миру — індонезійський символ миру. Тут розміщується музей військової техніки та автомістечко, є дитячий та спортивний майданчики. Тут на алеї Праведників відкрили однойменний меморіал. Поруч знаходиться алея сакур.
Парк є місцем проведення різноманітних фестивалів та відзначання святкових подій: Бебі-фест, парад вишиванок. На Новий рік у парку встановлюється ялинка.

## Історія
У районі парку Миру під час німецької окупації було Єврейське гетто.
На території парку в роки німецької окупації було розстріляно понад 20 тисяч мирних жителів.
Парк закладено 1983 року на честь 40-річниці визволення Кременчука від німців 1943 року. На центральних алеях висаджені дерева воїнами-визволителями. Породний склад в парку представляють ялина колюча, гіркокаштан, сосна звичайна, верба, тополя пірамідальна, клен гостролистий, береза, шовковиця, робінія, горобина, спірея, ялівець козацький, глід.
19 червня 2008 року було відкрито Меморіальний комплекс військовим з'єднанням і частинам, що відзначилися в боях за Кременчук.
28 вересня 2008 року до дня міста було відкрито Музей військової техніки.
16 серпня 2010 року було відкрито дитяче автомістечко. Автомістечко побудоване з дотриманням усіх вимог дорожньої грамоти і максимально наближене до реальних умов. Тут є система транспортних магістралей, обладнана усіма елементами дорожньої інфраструктури: проїзною частиною, тротуарами, газонами; є різні типи перехресть, нанесено дорожню розмітку, зебру та стоп лінію.
21 вересня 2010 року напередодні Дня міста у парку було встановлено Гонг Миру — індонезійський символ миру.
У листопаді 2011 року у парку відкрили Алею Героїв праці.
12 вересня 2012 року до 170-річчя Кременчуцької тютюнової фабрики у парку було закладено Алею сакур.
21 вересня 2017 року у парку Миру, на території якого в роки німецької окупації було розстріляно понад 20 тисяч мирних жителів, відкрито пам'ятний знак «Праведникам світу». У парку на той час вже існувала березова алея з такою назвою.
24 вересня 2018 року було відкрито «Шаховий клуб» — спеціальний будиночок, де всі бажаючі можуть пограти в шахи. Місця для гри в цю розташували обабіч будиночку.

## Опис
Парк має велике рекреаційне, оздоровче, естетичне значення, оскільки розташований у нагірній частині міста, насиченій транспортними розв'язками.

### Автомістечко

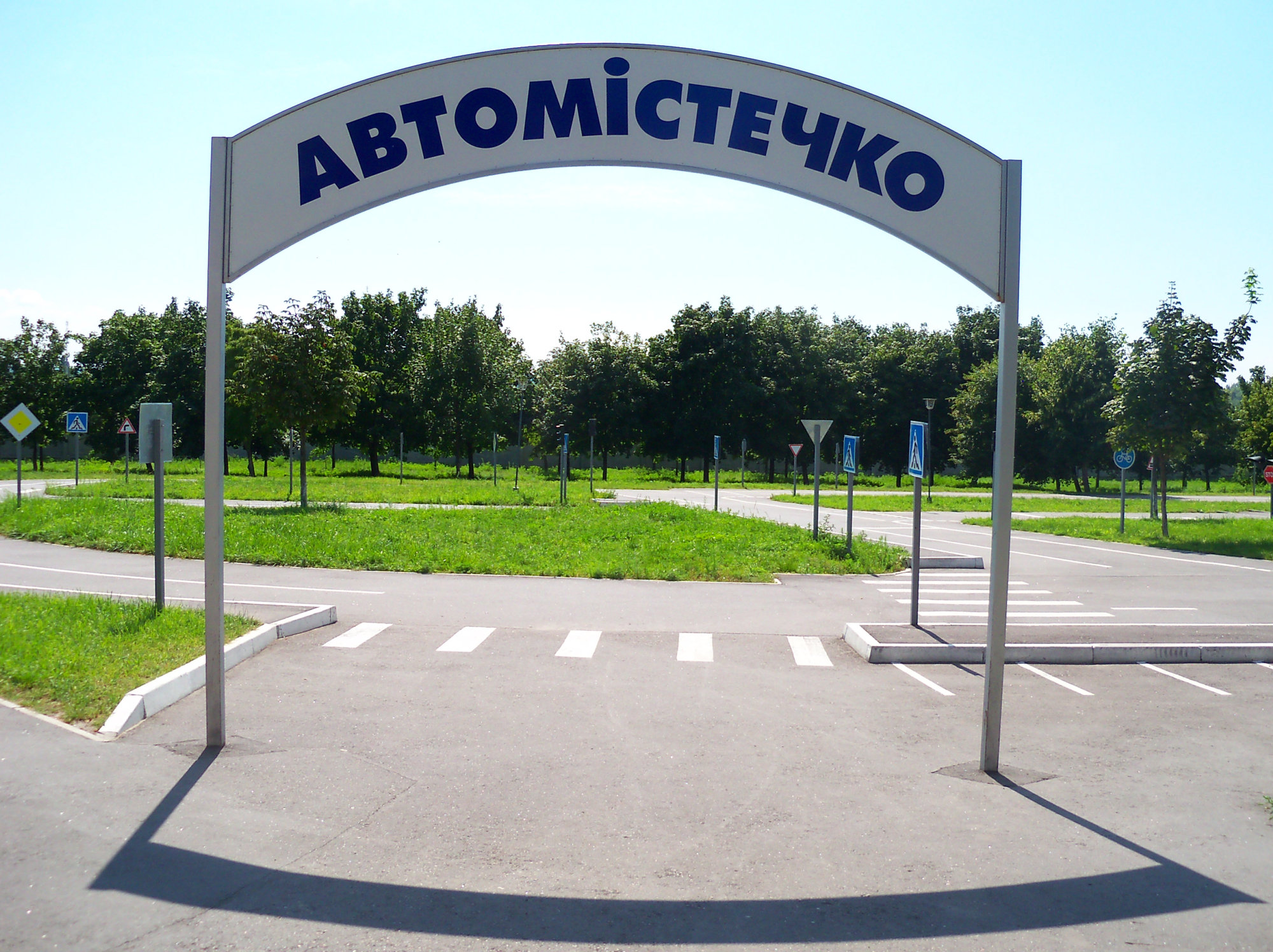
Автомістечко

16 серпня 2010 року було відкрито дитяче автомістечко. Воно стало другим в області автотреком для дітей. Автомістечко є дорожньо-транспортою мережею в мініатюрі та обладнане різноманітними об'єктами дорожньої інфраструктури, серед яких: знаки, світлофори, залізничний переїзд, пішоході переходи.

### Алея Героїв праці
У листопаді 2011 року у парку відкрили Алею Героїв праці. Тут встановлено меморіальні дошки двічі Герою Радянського Союзу, льотчику-космонавту СРСР Олексію Леонову, який навчався у Кременчуцькому льотному училищі цивільної авіації, та восьми Героям Соціалістичної праці, які працювали на підприємствах Кременчука. На двох окремих стелах нанесені імена 30-ти Почесних громадян Кременчука.

### Алея Праведників
21 вересня 2017 року у парку Миру, на території якого в роки німецької окупації було розстріляно понад 20 тисяч мирних жителів, відкрито пам'ятний знак «Праведникам світу». У парку на той час вже існувала березова алея з такою назвою.
На табличці, прикріпленій на кам'яному знаку, викарбовано прізвища та імена 40 кременчужан, яких за подвиги в Другу світову війну та допомогу представникам єврейської національності, пораненим і військовополоненим зарахували до списку «праведників світу».

### Алея сакур
12 вересня 2012 року у парку було висаджено Алею сакур. Ця подія була присвячена до 170-річчя Кременчуцької тютюнової фабрики (належить нині JTI international). Саджанці сакури висаджували керівники корпорації, які приїхали із Японії, Посол Японії в Україні Тоїчі Саката, перший заступник голови обласної ради Володимир Онищенко, заступник голови облдержадміністрації Олена Адамович, міський голова Олег Бабаєв, голова Автозаводської райради Володимир Коваленко, генеральний директор ПАТ «Джей Ті Інтернешнл Україна» Сергій Лавріков, директора підприємств міста та депутати.
На алеї висаджено 30 дерев сакури, вимощено декоративною плиткою, поруч розбито клумбу.

### Альтанка
27 квітня 2019 року було проведено акцію «Великдень єднає», під час якої було прикрашено альтанку.

### Гонг Миру

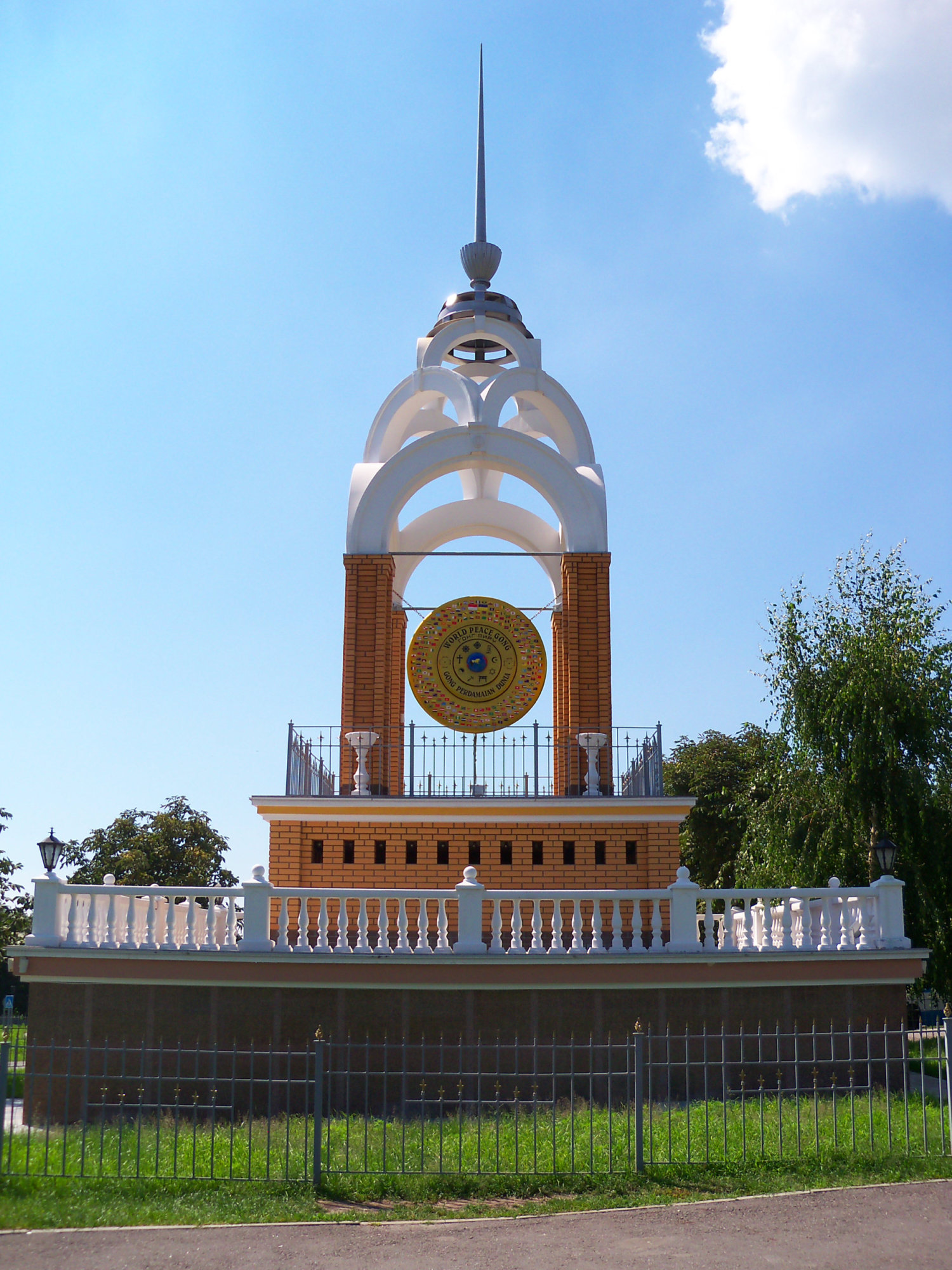
Гонг Миру

21 вересня 2010 року напередодні Дня міста у парку було встановлено Гонг Миру — індонезійський символ миру.
Гонг є 150-кілограмовою металевою тарілкою зі сплаву металів на основі міді. Автором є скульптор Гестіні. На Гонгу Мира зображені такі символи: дві квітки — світова рівновага, краса та радість, на зовнішньому колі Гонгу зображені прапори усіх держав світу — це символ єдності та побратимства народів світу, на внутрішньому колі 10 символів основних релігій світу: Ісламу, Юдаїзму, Християнства, Буддизму, Конфуціанства, релігій Хінду, Тао, Сіх, Шінто та різновиду вчення Хінду, що походить із острова Балі. Посередині знаходиться глобус — символ людства. Гонг Миру знаходиться в середині архітектурного комплексу з підсвіткою.

### Дитячий майданчик
17 червня 2014 року було відкрито одну застиндитячого спортивно-ігрового майданчика.

### Меморіал

Меморіальний комплекс військовим з'єднанням і частинам, що відзначилися в боях за Кременчук

Відкрито було 19 червня 2008 року. Меморіальна композиція має вигляд п'єдесталу зі сходинками. У центрі розміщена гранітна плита, на якій написано: «Цим меморіалом увічнено подвиг військових з'єднань, що відзначилися в боях за визволення міста. Хай спасенною буде земля наша».. Ліворуч і праворуч від центральної плити на граніті висічено назви з'єднань і частин, що відзначились у боях за Кременчук:
- 6-та Гвардійська повітряно-десантна дивізія
- 214-та стрілецька дивізія
- 233-тя стрілецька дивізія
- 219-та танкова бригада
- 469-й мінометний полк
- 308-й мінометний полк
- 1902-й самохідний артилерійський полк
- 97-ма Гвардійська Полтавська стрілецька дивізія

### Музей військової техніки

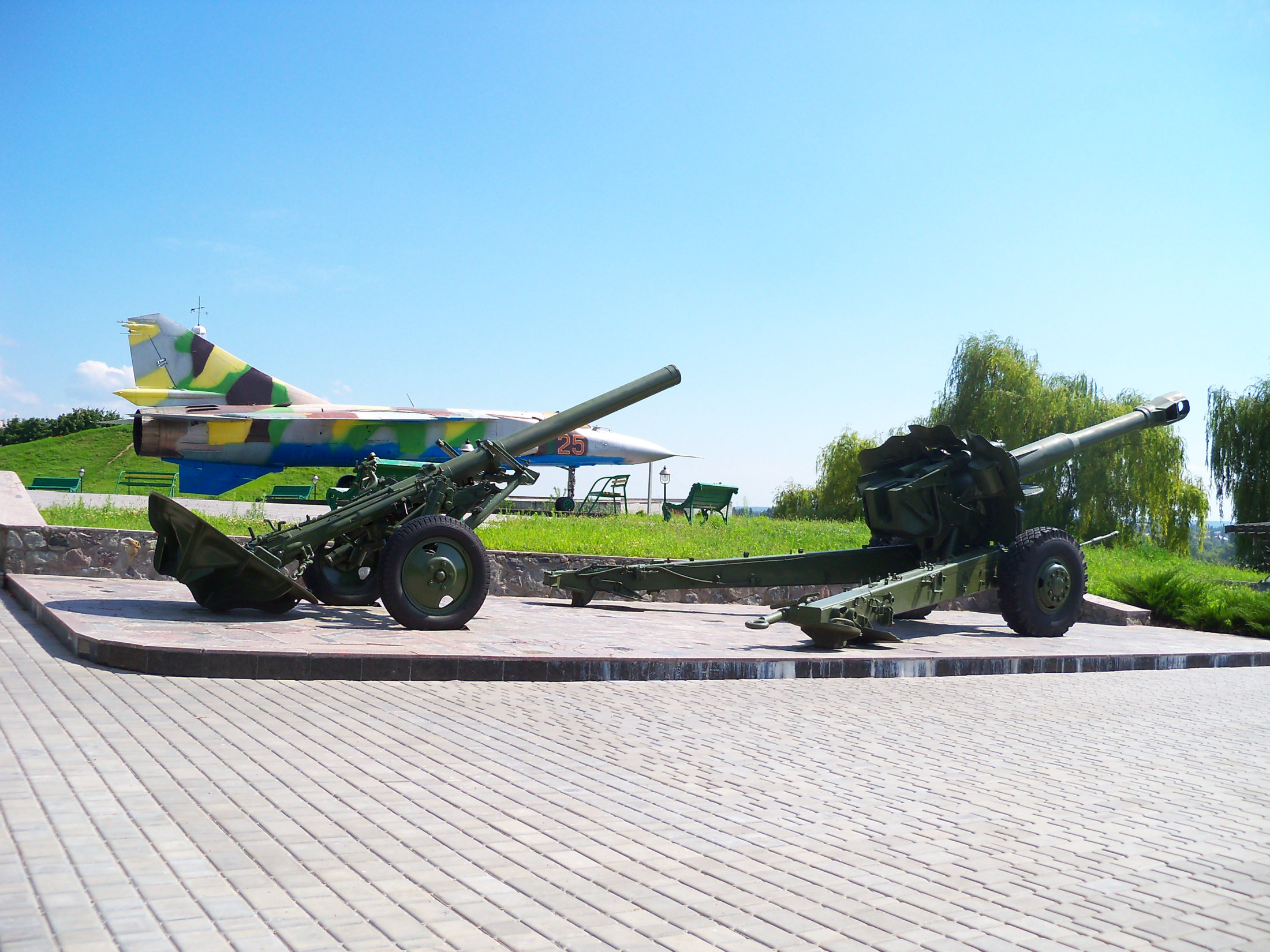
Військова техніка

Відкрився музей 28 вересня 2008 року до дня міста Кременчука. Ініціатор створення музею, голова Автозаводської райдержадміністрації Кременчука Володимир Коваленко. У музеї встановлено 9 експонатів, серед них:
- літак-винищувач МіГ-23МЛД
- 132-мм реактивна система залпового вогню БМ-13 «Катюша»
- основний бойовий танк Т-64
- 160-мм міномет М-160
- 152-мм гармата-гаубиця Д-20
- 76-мм дивізійна гармата зразка 1942 року (ЗІС-3)
- 120-мм самохідна артилерійська установка 2С9 «Нона»
- 122-мм гаубиця М-30

Ця техніка символізує ті військові частини, які звільняли Кременчук. Дана техніка за підтримки Міністерства оборони була безкоштовно передана з військових частин України. В урочистому відкритті музею взяли участь екс-міністр оборони, народний депутат Олександр Кузьмук, голова Полтавської облради Олександр Удовиченко, тодішній мер Кременчука Микола Глухов.

### Шаховий клуб
24 вересня 2018 року було відкрито «Шаховий клуб» — спеціальний будиночок, де всі бажаючі можуть пограти в шахи. Місця для гри в цю розташували обабіч будиночку.

## Галерея

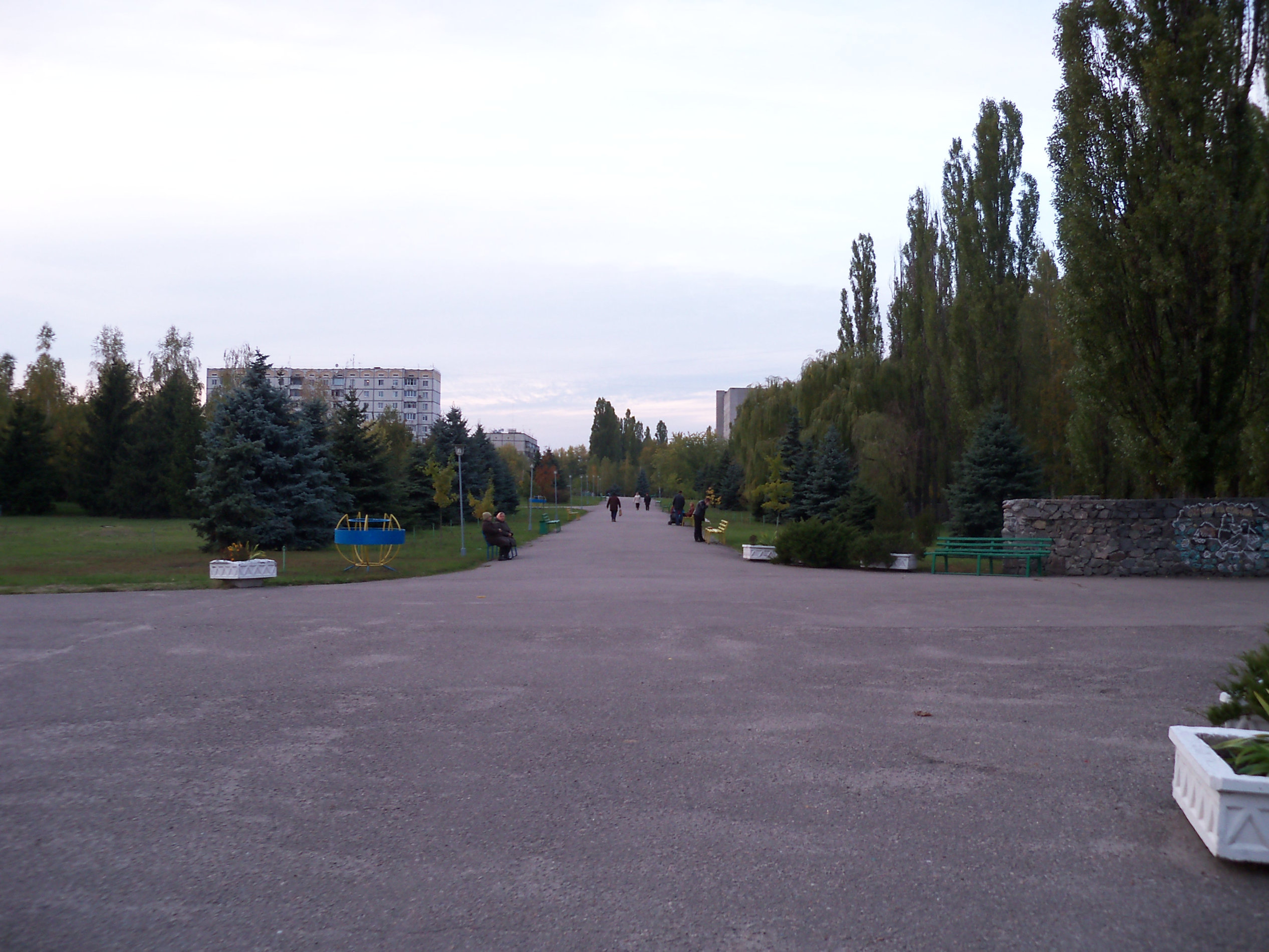
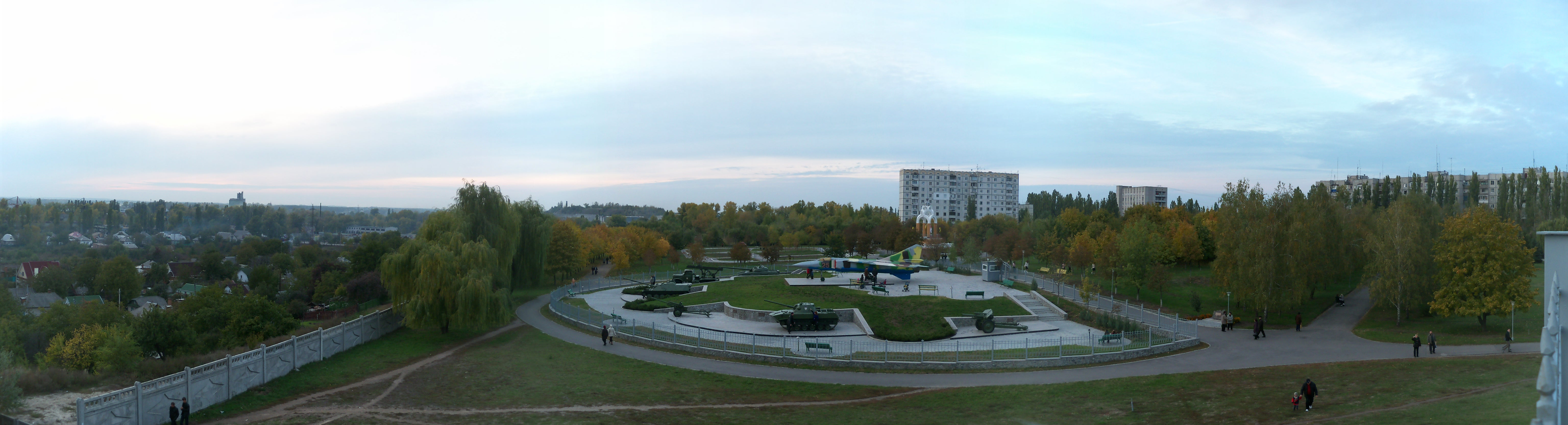
Панорама парку
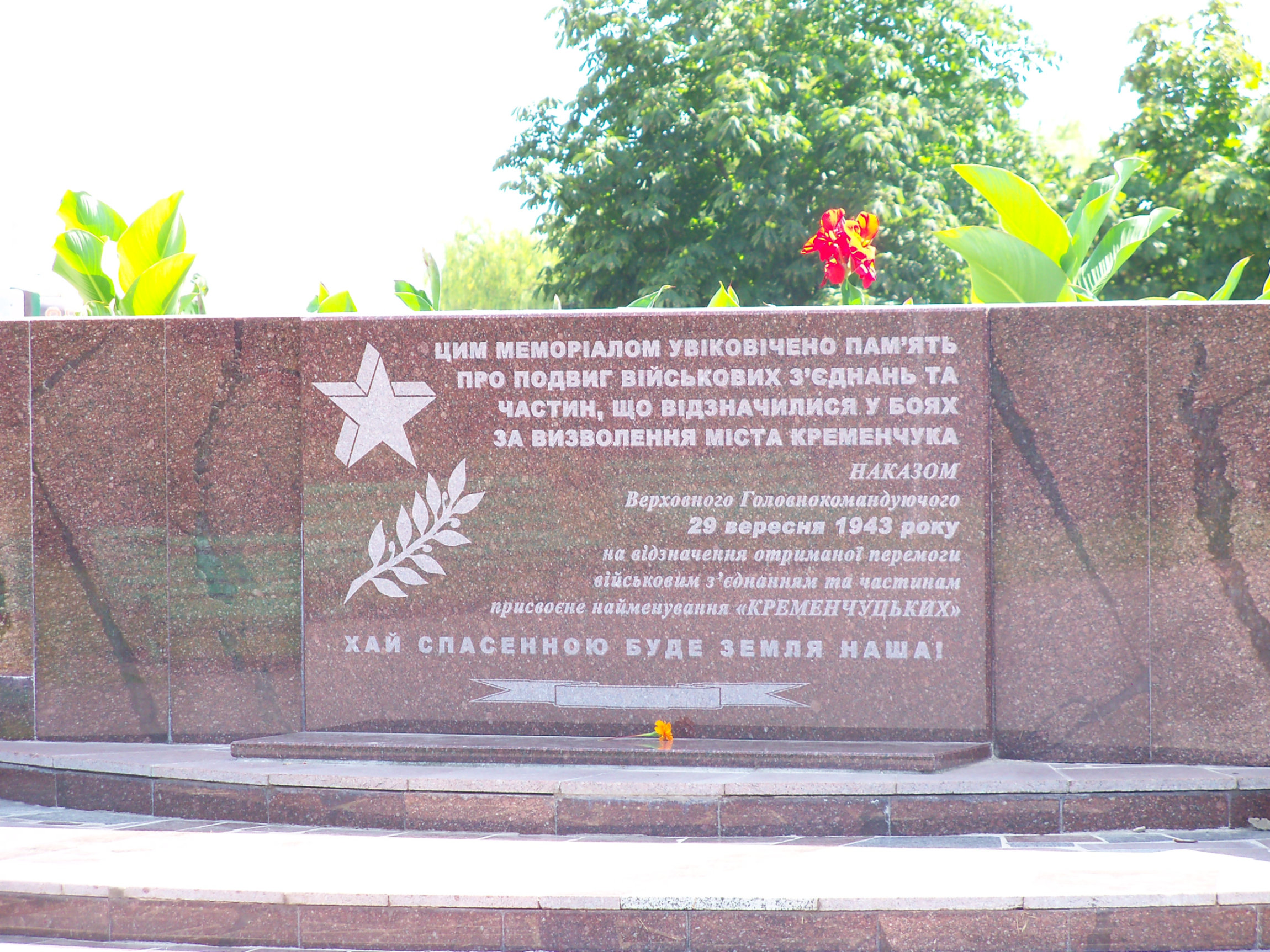
Пам'ятник військовим з'єднанням і частинам, що відзначилися в боях за Кременчук
Пам'ятний знак з нагоди закладання парку